# Bartók Béla emlékezete szülőföldjén
Bartók Béla emlékezete szülőföldjén a 20. század elejétől 1980-ig.

## Bartók Béla zeneművészete Romániában
Bartók Béla életéhez, munkásságához, művészetéhez a romániai magyar zeneirodalomban is nagyszámú tanulmány, cikk, népszerűsítő írás, dokumentumkiadvány kapcsolódik; öröksége és emlékének ápolása az egész szellemi életre kiterjed. Már a kortársak hamar felfigyeltek a művész életművének jelentőségére, ami egyfelől a román és erdélyi magyar népdalgyűjtemények anyagának közvetlen kötődéséből következett, másfelől az új romániai magyar társadalomkutató értelmiség népi érdeklődésével magyarázható; az Erdélyi Fiatalok tábora erkölcsi kérdésnek tekintette elismerését. Az eredeti népdal és a modern zene híveinek ugyanakkor Bartókért és Kodályért állandó harcot kellett vívniuk a konzervatív polgári és kispolgári körökkel, 1933-ig a Dalosszövetség vezetőségével is.
Bartók művészetének elfogadtatásában nagy szerepe volt hangversenyeinek és előadásainak. A Bartók-zongoraművek első megszólaltatója maga a szerző volt: első szólóhangversenyét szülővárosában, a bánsági Nagyszentmiklóson adta, 1903. április 13-án. Erdélyben először 1912. április 20-án Marosvásárhelyt lépett fel; 1919 után romániai hangversenyein majdnem 30 művét adta elő személyesen. Beharangozót, beszámolót, kritikát vagy tanulmányt írt fellépéseiről Bródy Miklós, Delly-Szabó Géza, Guttmann Miklós, Horvát Henrik, Járosy Dezső, Molter Károly, Sárkány Gábor, Seprődi János és Szelle Károly.
Az elsők között játszotta Erdélyben műveit – Bartók személyes szereplésein kívül – Dohnányi Ernő (1917), B. Zsembery Elvira (1923), George Enescu (1924), Hevesi Piroska (1924), a Nottara-kvartett (1924), F. Szalay Stefánia (1929). Az 1930-as évek végén kezdte Bartók művészetét népszerűsítő karmesteri és előadói tevékenységét Nagy István, és kamarakórusával az 1950-es évek végén fejezte be. Bartók-műveket tűzött műsorára Szabó Géza is. Kórusciklust szólaltatott meg több alkalommal Guttman Mihály. A fiatalabb nemzedékből elsősorban Nagy István tanítványai Marosvásárhelyről és Maxim Éva tanítottak be Bartók-kórusokat iskolai énekkaroknak.
A két világháború között Török Erzsébet, Ferenczy Zsizsi adott elő dalaiból, később Albert Annamária, Lengyel Xénia, Martha Kessler, Tóth Erzsébet. Versenyművei, hegedűre és zongorára írott művei, kvartettjei, hegedű-zongora szonátái a legkiválóbb román, magyar és német művészek, valamint együttesek műsorán szerepeltek.
Színpadi műveinek mindenikét bemutatták: A fából faragott királyfi (1944-ben, felújítva 1964-ben) s A kékszakállú herceg vára együtt A csodálatos mandarinnal (1965-ben) Kolozsvárt került színre, utóbbit Bukarestben is bemutatták. Román népi szöveg ihlette Cantata profana című műve Bukarestben, 1961-ben nyilvános hangversenyen hangzott el.
Szórványosan ugyan, de megjelentek műveiből kórusok a Művelődési Útmutató (1948, 1950) és Művelődés (1970) hasábjain; a Napsugár mellékleteiben (1971, 1972), a Zoltán Aladár szerkesztette Dalgyűjteményben (1958), s a Birtalan József és Szász Károly összeállította Szállj, szépszavú dal c. kórusgyűjteményben (1972). Önéletrajza (1921, 1970), s a Miért és hogyan gyűjtsünk népzenét c. tanulmány kivonatos változata is megjelent (Művelődés, 1970).

## Bartók Béla műveinek, népdalgyűjtéseinek népszerűsítése
Az Electrecord hanglemezgyártó vállalat 1980-ig két Bartók-mű terjesztését vállalta: Divertimento (a kolozsvári Filharmónia vonószenekara Mircea Cristescu vezényletével); Este a székelyeknél (Halmos György előadásában).
Gazdag anyagot mutat fel a zeneírás tanulmányok, cikkek, esszék, megemlékezések, méltatások formájában. Radu Urlăţeanu dolgozatában együtt foglalkozott a két kortárs – Bartók Béla  és Kodály Zoltán – művészetével (1929). Constantin Brăiloiu a román népzene kutatásával kapcsolatos Bartók-írásokat fordította román nyelvre (1934), majd ezekből cikkgyűjteményt jelentetett meg (1937). Helyét jelöli ki az új magyar zenében Lakatos István (1936). Számos életrajzi mozzanattal, egyes városokhoz kapcsolódó Bartók-emlékekkel gazdagodott a Bartók-irodalom az évfordulók alkalmával közölt írásokban. Egyesek ismertetik módszerét, magyar népzenei gyűjtéseinek eredményeit, a székely anyag szerepét gyűjtéseiben, műveiben (Almási István, Könczei Ádám, Szenik Ilona). Megfogalmazták a román népzenével kapcsolatos gyűjtő, rendszerező tevékenységének jelentőségét (Tiberiu Alexandru, Angi István, Sabin V. Drăgoi, László Ferenc, Sigismund Toduţă, Zeno Vancea). Zeneszerzői tevékenységének szűkebb vagy szélesebb területét elemezve népszerűsítik munkásságát, eredményeit (Jagamas János, Szalay Miklós); egyik-másik műfaj térhódítását (Halász Anna, Szinberger Sándor), László Ferenc pedig Bartókról szóló írásokból szerkesztett kötetet (Bartók-könyv 1970-1971), majd kiadta hazai és külföldi szerzők 13 tanulmányát Bartók-dolgozatok c. alatt (1974), önálló kötetet állított össze Béla Bartók şi muzica românească címmel (1976) a zeneszerző román vonatkozásairól, s új tanulmánykötetet Bartók Béla : tanulmányok és tanúságok (1980) címmel.
A Bartókról szóló írások egy további csoportja a művészetéhez vezető utat jelzi (Nagy István, Zoltán Aladár, Csire József), általánosabb képet rajzol a művészről, tudósról vagy az emberről (Boda Oszkár, Bács Lajos). Némelyek riportsorozatban, dokumentumriportban elevenítettek fel életrajzi vonatkozásokat, személyi kapcsolatokat (Köteles Pál, Cseke Péter, Domokos Eszter), mások – románok és magyarok – maguk emlékeztek vissza Bartókra (Fischerné Szalay Stefánia, Molnár Irma, Ion R. Nicola, Harry Brauner, Árvay Árpád, Fogolyán Miklós). Interjú keretében is felmérték az ottani zeneszerzőkre gyakorolt hatását (Terényi Ede), sőt szavalóestek, nyilvános stúdióadások kapcsolták össze művészetét írásaiból, leveleiből, kortársak nyilatkozataiból vett idézetekkel (Banner Zoltán, Buzás Pál).
Hazai vonatkozású leveleiből gyűjtött s közzétett Viorel Cosma (Demény Jánossal), Lakatos István és George Sbârcea (Bartók leveleinek budapesti III. és IV. köteteiben). Romániai kiadásban jelent meg László Ferenc 99 Bartók-levél c. válogatása (Téka 1974) és kétkötetes Bartók-levélgyűjteménye román nyelven (Zeno Vancea bevezetésével, 1976-77).
Életét és munkásságát az elsők között Kiss Béla vázolta önálló füzetben (1946). Szegő Júlia előbb a népdalkutató Bartók alakját rajzolta meg bőséges és ismeretlen romániai levelezésanyag közlésével (1956), majd életrajzát dolgozta fel (1964), ez utóbbit életrajzi regény formájában is (Embernek maradni, 1965, 4. bővített kiadás 1975, románul 1972). Zeno Vancea román nyelvre fordította Szabolcsi Bence Bartók-tanulmányát, s kötetet adott ki románul a zenetudós írásaiból és tanulmányaiból (1956). Eisikovits Mihály Miksa egy tanulmányban Bartók stílusa egyes elemeinek a román népzenével való kapcsolatát mutatta ki (1976). Zenéjének és egész munkásságának fél évszázados útját Benkő András foglalta össze Bartók Béla romániai hangversenyei című, teljes irodalmat is közlő könyvében (1970), majd ugyanő témáját kibővítve Bartók és Románia címen zenetudományi doktori értekezést védett meg a kolozsvári zeneművészeti főiskolán (1977).

## Bartók Béla hatása a romániai művészekre
A tisztelet jutott kifejezésre Bartók iránt azokban a zeneművekben, amelyekkel emlékének adóznak egyes szülőföldi magyar zeneszerzők (Bihari Sándor, Junger Ervin, Oláh Tibor, Terényi Ede, Vermesy Péter, Zoltán Aladár).
Forrást jelent gazdag munkássága, életének egyik-másik jelentősebb mozzanata költészetünk számára is. Költeményeket ihlettek amerikai önkéntes száműzetésének esztendei (Márki Zoltán, Szilágyi Domokos), a Cantata profana, a Concerto (Magyari Lajos, Tóth István), a Zene (Kányádi Sándor). Versek születtek példamutató művészi egyéniségéről, műveinek gondolatébresztő, serkentő hatásáról (Páskándi Géza, Hodos László, Szemlér Ferenc, Székely János, Lászlóffy Aladár, Éltető József), a természettel (Palocsay Zsigmond) vagy a néppel való kapcsolatáról (Szász János). Írói, költői megnyilatkozások sora vall emberi nagyságáról, művészi jelentőségéről, példamutató társadalmi állásfoglalásáról vers vagy próza formájában (Bajor Andor, Deák Tamás, Hajdu Győző, Katona Ádám, Kántor Lajos, Márki Zoltán, Szőcs István, Szőcs Kálmán), ez a tisztelet vezérli tollát román költőknek, íróknak is (Mihai Beniuc, Geo Bogza, Nina Cassian, Veronica Porumbacu).
Életéből, művészetéből erdélyi képzőművészek is ihletet merítettek. Megörökítették interjú, hangversenyezés vagy népzenelejegyzés közben (Hosszu Márton, Maczalik Alfréd, Nagy Albert). Portrét, festményt, rajzot készített róla a későbbi nemzedék több tagja is (Lausch Gyula, Kristófi János, Márkos András, Porzsolt Borbála). Szobor, dombormű formájában örökítette meg Balogh Péter, Jecza Péter, Nagy Albert, Szervátiusz Tibor, a román szobrászok közül Ion Jalea. Mások egy-egy jelentős művéből vagy egész életéből merítettek témát képhez, szoborhoz, rajzhoz, metszethez, domborműhöz (Ambrus Imre, Árkossy István, Bardócz Lajos, Cseh Gusztáv, Fux Pál, Imets László, Lechner Júlia, Macskásy József, Makkai Piroska, Nagy Albert, Páll Lajos, Plugor Sándor, Szervátiusz Jenő) vagy éppen faliszőnyeghez (Bandi Dezső és Tóth József).

## Emlékezete Nagyszentmiklóson és más romániai városokban
A Romániai Magyar Dalosszövetség 1948. februári átszervezésekor a "Bartók Béla Dalosszövetség" elnevezést vette fel. Nagyszentmiklóson kétnyelvű emléktáblával jelölték meg Bartók szülőházát, és a város múzeumában külön Bartók-szobát létesítettek. Nevét viseli egy bukaresti zenei klub, egy-egy bukaresti, nagyszentmiklósi és kolozsvári utca, az 1971-ben alakult temesvári énekkar, a Gyergyóditrói Művelődési Egyesület (1972).
Halálának negyedszázados évfordulója alkalmával ünnepi számmal adózott emlékének az Igaz Szó, a Korunk, a Művelődés, az Utunk. Megemlékezett az eseményről a legtöbb napilap is, zenei együttesek, intézmények ez alkalommal Bartók-műveket tűztek műsorukra. A nagyszentmiklósi múzeum Szőcs Gyula szerkesztésében emlékfüzetet, a nagyváradi Művelődési Ház a keretében elhangzott előadásokból kis kötetet jelentetett meg. A román rádióban és televízióban László Ferenc több alkalommal emlékezett meg az évfordulóról.